# Drave (Portugal)
Drave ['dɾavə] ist ein verlassenes Dorf in Portugal. Es gehörte zur ehemaligen Gemeinde (Freguesia) Covelo de Paivó im Landkreis (Concelho) von Arouca im Distrikt Aveiro.
Drave liegt im Geoparque de Arouca, einem Geopark des weltweiten UNESCO-Programms. Das Dorf wird seit 2000 von den portugiesischen Pfadfindern betreut, die hier keine ständige Anwesenheit unterhalten, sondern mehrmals im Jahr zu Aktionen und Zusammenkünften herkommen oder Besucher anleiten.
Drave wurde auch unter dem Beinamen „magisches Dorf“ (port.: Aldeia mágica) bekannt, da Besucher den Eindruck häufig als magisch bezeichnen, den das vollkommen unbewohnte Dorf mit seinen alten Häusern und Ruinen und seinen weiten Ausblicken auf Tal und umliegende Höhenzüge vermittelt.
Drave zeigt kein Anzeichen von Modernität und ist nicht mit dem Auto erreichbar. Das Dorf ist weder an Strom- noch Wasserversorgung, weder an Kanalisation noch Internet angeschlossen, und hat nur sehr eingeschränkt Rundfunk- und Mobilfunknetzempfang. Dass Geld hier aus Mangel an Geschäften oder Automaten nutzlos ist, wird ebenfalls häufig von Besuchern als Kennzeichen des Dorfes erwähnt.

## Geografie
Drave liegt schwer zugänglich auf einem hochgelegenen Felsvorsprung zwischen den felsigen und spärlich bewachsenen Höhenzügen Serra da Freita (1.085 Meter), Serra de São Macário (1.052 Meter) und Serra da Arada (1.071 Meter). Das Dorf liegt zwischen 606 und 652 Metern hoch und bietet weite Ausblicke auf das Tal und die umschließenden Höhenzüge.
Ein Wildbach durchfließt das Dorf.

## Geschichte

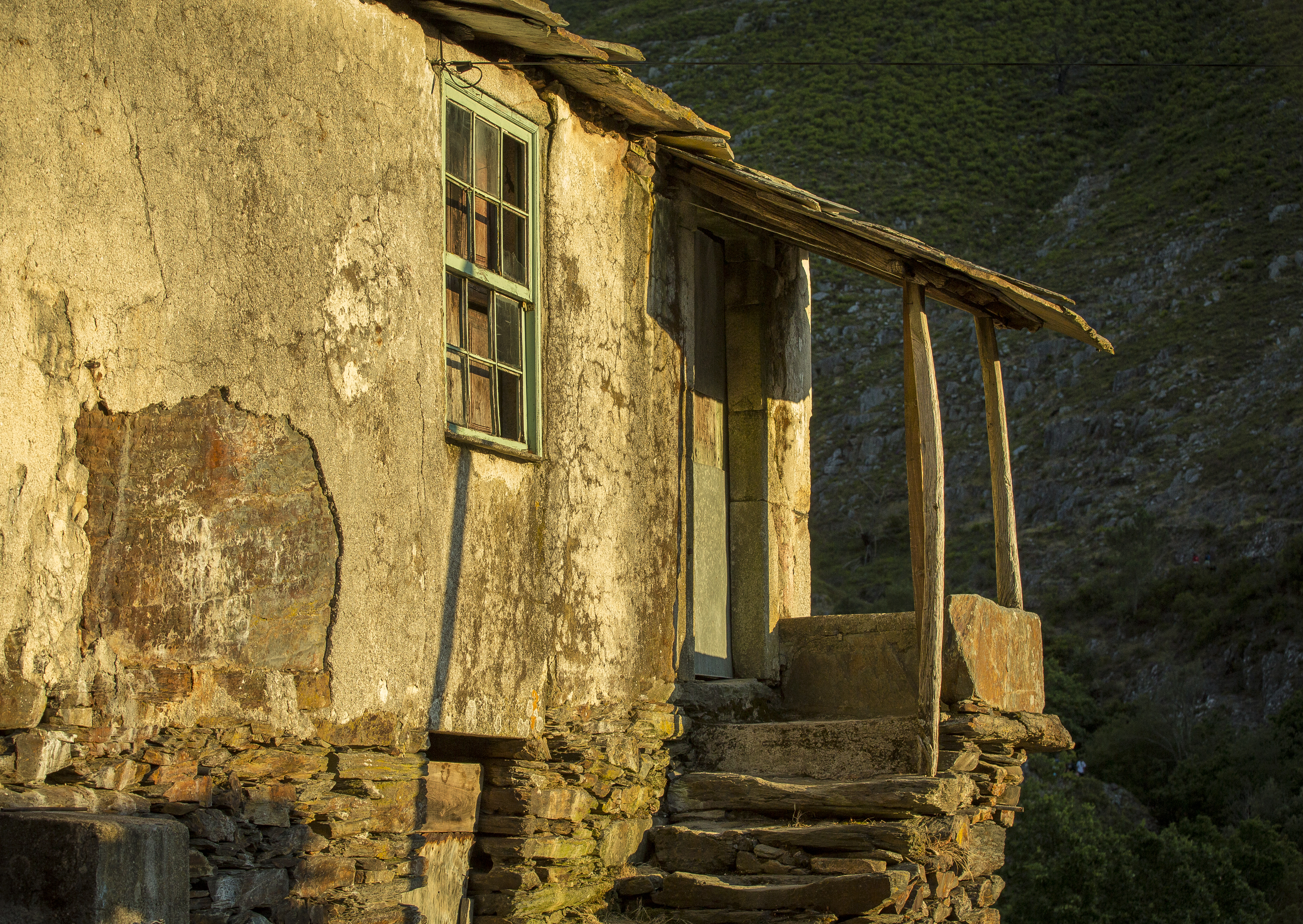
Anfang des 18. Jahrhunderts errichtete die Familie Martins hier ihr charakteristisches Haus

Erstmals findet sich Drave in Dokumenten des 14. Jahrhunderts dokumentiert, in der Regierungszeit Königs D. Dinis.
In den königlichen Registern von 1527 wird es als eines von drei Dörfern der Gemeinde São Martinho das Moitas aufgeführt und zählte acht Einwohner.
Die Aufzeichnungen von 1758 führen Drave als Ort der Gemeinde Covelo de Paivó im Kreis Lafões, mit 22 Einwohnern.
Anfang des 18. Jahrhunderts zog Francisco Martins mit seiner Gattin Maria Martins nach Drave und errichtete das einzige doppelstöckige Haus, Solar dos Martins genannt, mit seiner markanten Veranda und einem kleinen Weinkeller-Anbau. Die Familie Martins organisierte 1946 hier ein erstes Familientreffen, zu dem etwa 500 Familienmitglieder zusammen kamen.
Das Dorf lebte von Landwirtschaft und Viehzucht, besonders Rinder und Ziegen. Die umliegenden Minen gaben zusätzlich Arbeit, insbesondere die Wolfram-Vorkommen wurden im Zweiten Weltkrieg stark nachgefragt.
Das von jeglichem Fortschritt abgeschnittene Dorf verlor mit den zunehmend schwierigen Lebensumständen in Folge der wirtschaftlichen Veränderungen insbesondere seit den 1960er Jahren immer mehr Bewohner, die in die Städte oder ins Ausland abwanderten. 1971 wurde das letzte Mal ein Kind in Drave geboren.
Erstmals Ziel wissenschaftlicher Untersuchungen wurde Drave im Jahr 1989, als eine Gruppe portugiesischer Studentinnen der Sozialwissenschaften am Beispiel Draves das Phänomen der Landflucht und der immer zahlreicheren verlassenen Dörfer im portugiesischen Hinterland untersuchten.

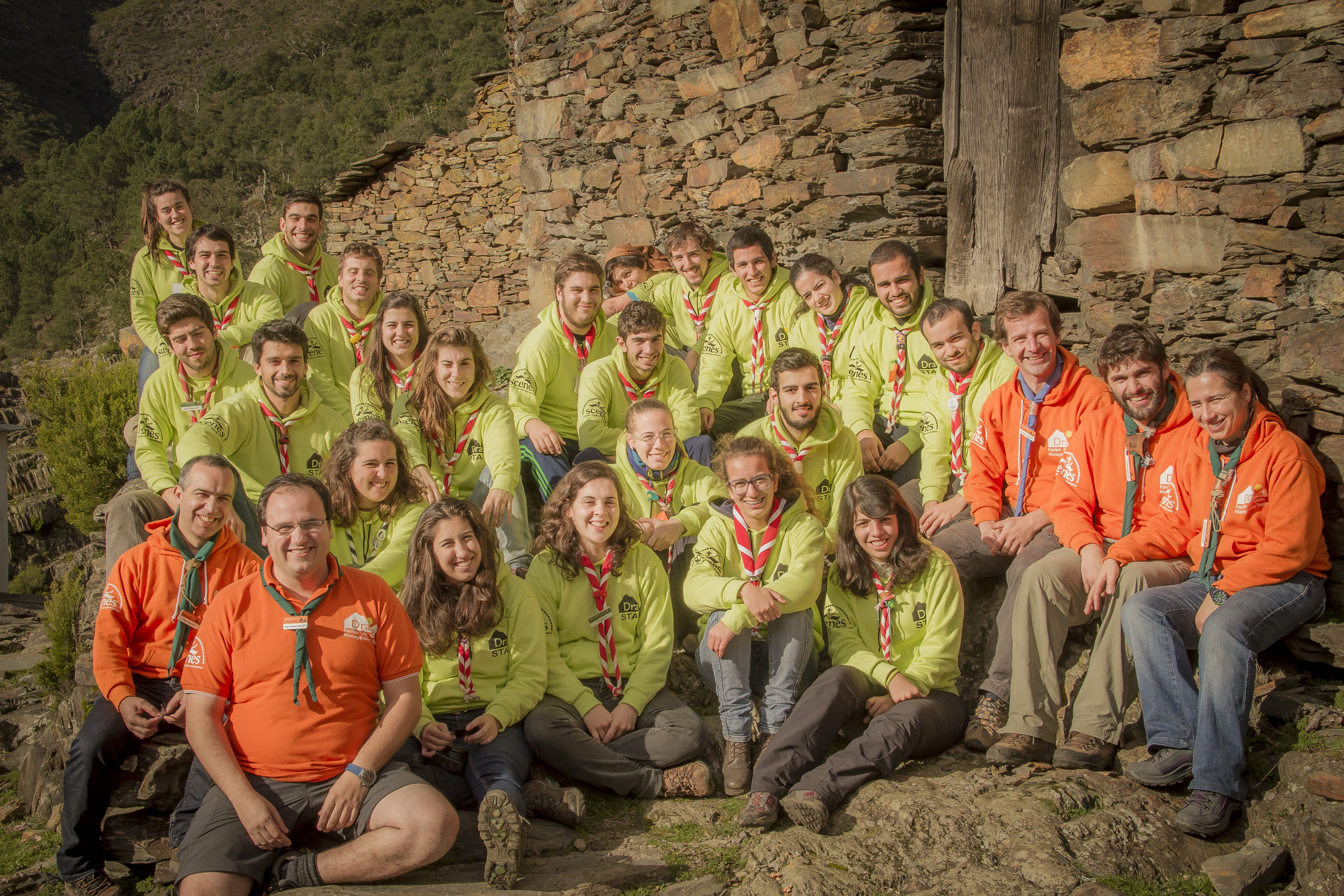
Pfadfinderkommission in Drave 2015: das Dorf ist seit 2003 das VI. Basislager des portugiesischen Pfadfinderverbands Corpo Nacional de Escutas

1992 kam erstmals eine portugiesische Pfadfindergruppe, um in Drave zu campieren und erste Erhaltungsmaßnahmen durchzuführen.
1993 wurde eine solarbetriebene Telefon- und Stromversorgung für die beiden letzten Bewohner eingerichtet (bis 2000 in Betrieb).
Im Jahr 1995 erwarb die portugiesische Pfadfinder-Dachorganisation Corpo Nacional de Escutas einige Gebäude, um hier zukünftig ein Basislager einzurichten (Eröffnung 2003).
Ein Antrag auf Aufnahme Draves in die portugiesische Denkmalliste SIPA wurde erstmals 1996 gestellt, seit 2012 ist das Dorf denkmalgeschützt.
Mit Joaquim Martins verließ im Jahr 2000 der letzte Bewohner den Ort.
Drave wurde mehrmals Opfer von leichtem, gelegentlich auch schwererem Vandalismus, dabei am gravierendsten 2008, als Jugendliche hier drei Häuser teilweise in Brand steckten. Der Vorfall wurde landesweit erwähnt.
Im Jahr 2009 wurde der Geopark von Arouca in das Globale Netzwerk der UNESCO-Geoparks aufgenommen. Drave gehört zu dem Geopark.
2014 erschien der vielbeachtete Dokumentarfilm Uma Montanha do Tamanho do Homem über das Dorf Drave.

## Sehenswürdigkeiten und Kultur
Das Dorf gilt wegen seiner Lage, seinen aus Stein und Schiefer errichteten Häusern und wegen des hiesigen Wasserlaufs mit kleinem Wasserfall als sehenswert. Die 1851 errichtete kleine Kapelle Capela de Nossa Senhora da Saúde ist das einzige weiß getünchte Gebäude im Dorf, alle anderen Häuser dunkel, wegen der unbehandelten Wände und Dächer aus regionalem Stein und Schiefer (bis auf eine Ausnahme mit grob verputzter Fassade).
Besucher nennen die weiten Ausblicke, die Stille und das Naturerlebnis als wesentliche Anziehungspunkte des Dorfs.
Seit 2012 steht das Dorf als Ganzes unter Denkmalschutz.
Drave ist beliebtes Ziel für Wanderer. Der 4 km lange portugiesische Kurzwanderweg PR 14-ARC führt durch Drave und trägt den thematischen Namen „A Aldeia Mágica“.
Auch bei Mountainbikern, Bergsteigern und Kletterern ist das Dorf und sein Umland beliebt.
Jährlich am 15. August findet hier das Fest Festa da Nossa Senhora da Saúde statt, zu dem ehemalige Dorfbewohner und ihre Familien, aber auch Bewohner umliegender Ortschaften und andere Besucher herkommen. Das religiöse, an Maria Himmelfahrt stattfindende und der Marienverehrung der Namenspatronin Unsere Liebe Frau der Schmerzen (port.: Nossa Senhora da Saúde) dienende Fest wird von Prozessionen, Gottesdiensten und einem Volksfest-ähnlichen Teil gekennzeichnet.
Das zweite jährliche Dorffest, die Festa dos Brasileiros am 8. September, findet etwa seit den 1980er Jahren nicht mehr statt.

## Rezeption

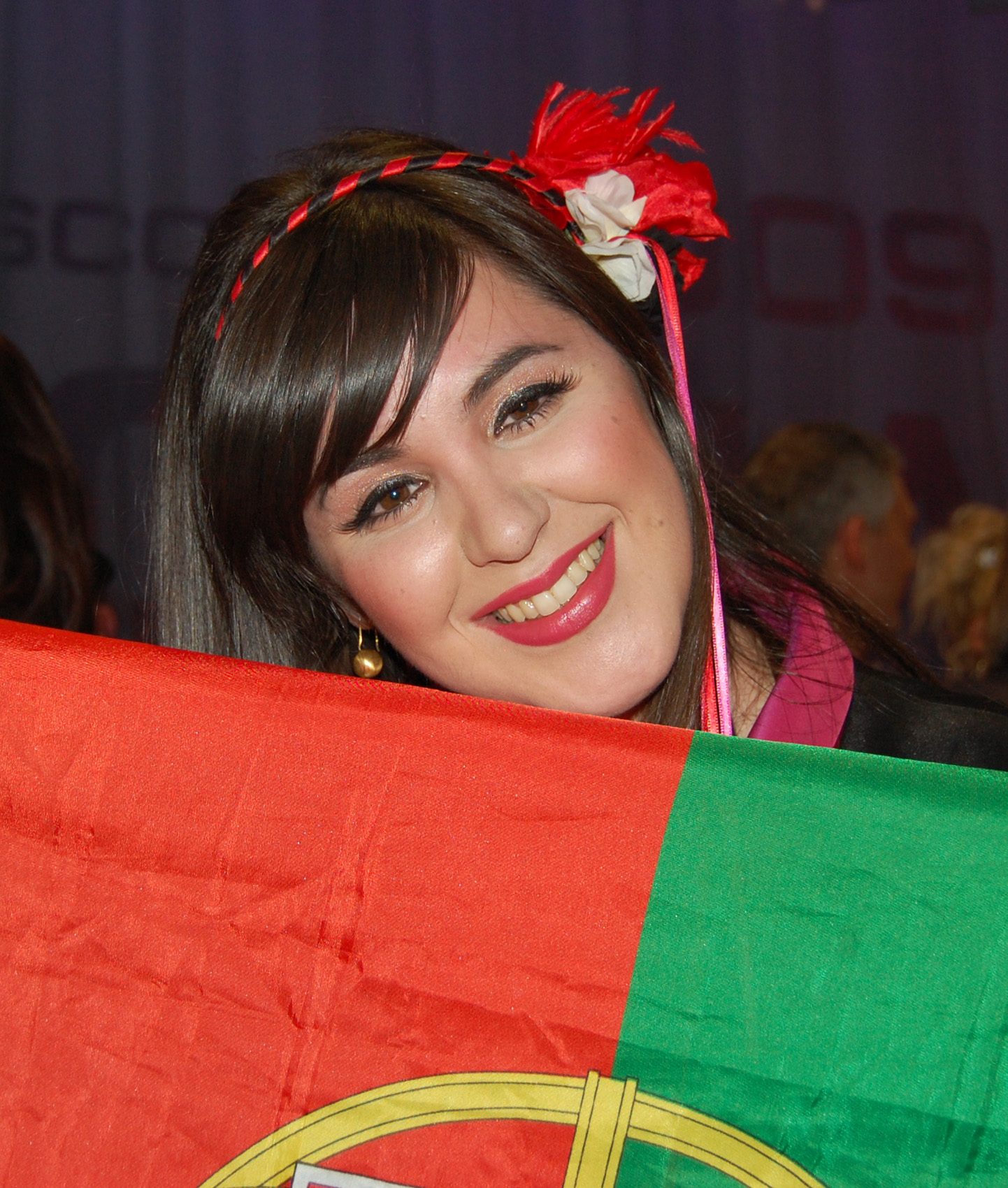
Auch die Gruppe Flor-de-Lis besang das Dorf Drave

Das Dorf wurde häufig im portugiesischen Fernsehen porträtiert, insbesondere in Reportagen der öffentlich-rechtlichen RTP, aber auch in den privaten Kanälen.
Einige Bücher erschienen über das Dorf, das zudem mehrmals Thema in Liedern portugiesischer Pop- und Rockbands war, darunter die nach dem Dorf benannten Stücke der Gruppen Flor-de-Lis und Se7e.
2014 erschien der Dokumentarfilm Uma Montanha do Tamanho do Homem des portugiesischen Regisseurs João Nuno Brochado, der das Dorf porträtiert. Die Erstauflage der DVD/Blu-ray-Doppeledition war mehrere Wochen Verkaufsspitzenreiter des portugiesischen Handels-Marktführers Fnac und schnell ausverkauft. Es folgte eine zweite Auflage im März 2015, seither gilt der Film als vergriffen.